# Marvelė

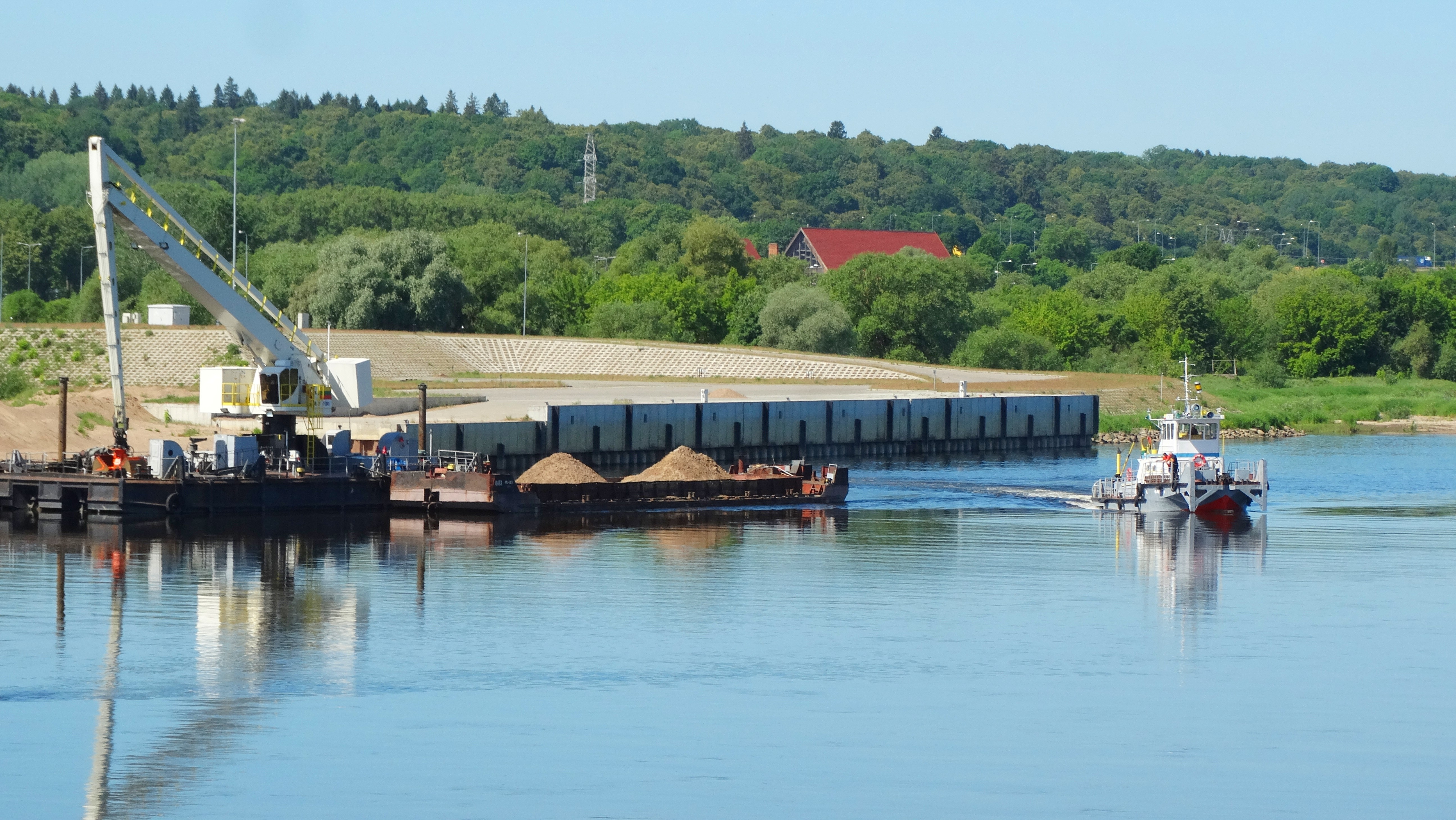
Frachthafen

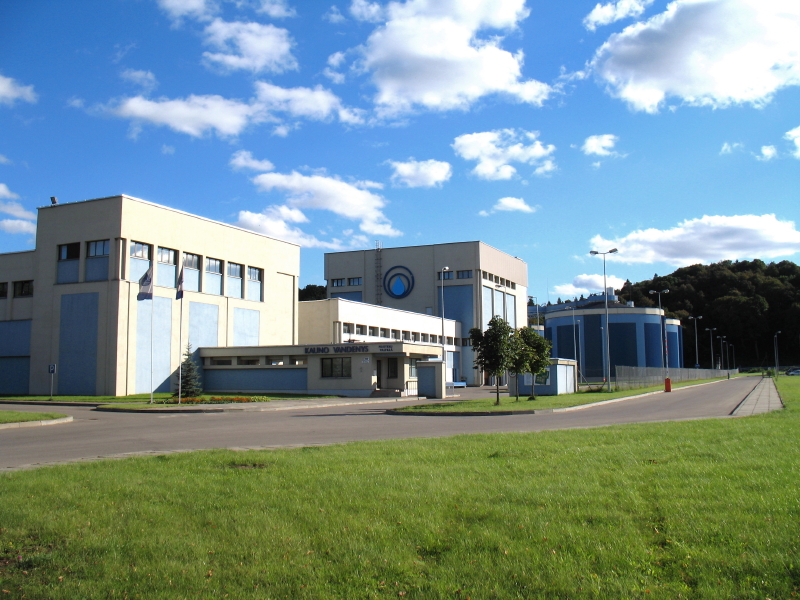
Kläranlage

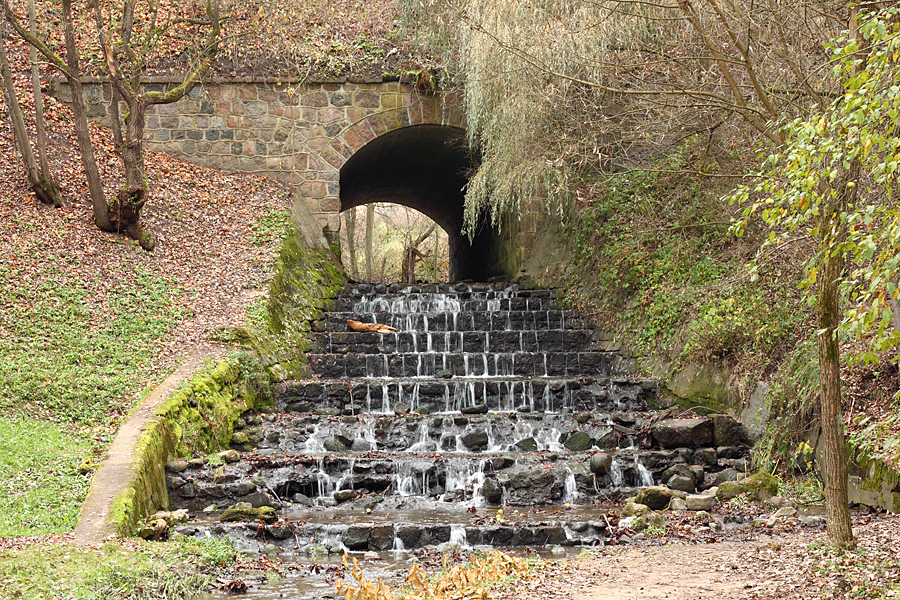
Kaskaden des Bachs Marvelė

Marvelė ist ein Stadtteil der zweitgrößten litauischen Stadt Kaunas, ein Wohnviertel mit Gartenhäusern.

## Geographie
Der Ort befindet sich im Amtsbezirk Aleksotas, westlich des Zusammenflusses von Nemunas und Neris, am linken Ufer des Nemunas, zwischen der  Vytautas-Brücke und dem Westen  von Kaunas.
Der Bach Marvelė mündet in der Nähe des Zusammenflusses in den Nemunas. Der Burghügel von Marvelė steht am unteren Ufer des Flusses. Der westliche Teil von Marvelė ist auch als Marva bekannt, wo sich ein Gestüt und die Kläranlage der Wasserwerke von Kaunas befinden. Die  Marvelė-Grabstätte ist die größte im Baltikum. Die Lampėdžiai-Brücke verbindet Marvelė mit dem Stadtteil Lampėdžiai.

## Geschichte
In der zweiten Hälfte des 18. Jahrhunderts gab es das Gut von Marva.  1782 wurde hier eine Kapelle urkundlich erwähnt.
Von 1919 bis 1929 gehörte das Dorf der Wolost von Garliava.
1923 wohnten hier 674 Einwohner. Seit 1929 gehört  der Ort der Stadtgemeinde Kaunas.
Der Hafen Marvelė, ein neuer Frachthafen von Kaunas, wurde im 21. Jahrhundert errichtet.